# Büyükkonak, Kilis
Büyükkonak là một xã thuộc thành phố Kilis, tỉnh Kilis, Thổ Nhĩ Kỳ. Dân số thời điểm năm 2010 là 70 người.